# Кармона, Карлос (испанский футболист)
Карлос Кармона Бонет (исп. Carlos Carmona Bonet; 5 июля 1987, Пальма, Испания) — испанский футболист, вингер.

## Клубная карьера
Кармона начал свою карьеру в клубе «Мальорка». 24 ноября 2004 года, в возрасте 17 лет, он дебютировал за основную команду в матче чемпионата Испании против «Валенсии».
С 2006 по 2009 год Кармона играл в аренде в клубе «Картахена» в Сегунде Б, где в своём третьем сезоне в клубе сыграл важную в продвижении клуба на дивизион выше. Несмотря на то, что Карлос хотел остаться в клубе в случае достижения данной задачи, 2 июля 2009 года он ушёл в «Рекреативо», подписав контракт на три года.
16 июля 2021 года, после девяти лет в «Спортинге», Кармона перешёл в клуб Сегунды Б «Интерсити» на правах свободного агента.